# جنيه (عملة)
الجنيه هو اسم عملة، تستخدم في بعض البلدان اليوم وكان تستخدم سابقًا في العديد من البلدان الأخرى، الكلمة الإنجليزية باوند (pound) مشتقة من اللاتينية (lībra pondō). رمز العملة هو £، أو حرف L ({\displaystyle {\mathfrak {L}}}).

## البلدان والأقاليم التي تستخدم الجنيه
| البلد / الإقليم                              | عملة              | رمز أيزو 4217 | مرتبطة بالجنيه الاسترليني؟ |
| -------------------------------------------- | ----------------- | ------------- | -------------------------- |
| مصر                                          | جنيه مصري         | EGP           | لا                         |
| جزر فوكلاند                                  | جنيه جزر فوكلاند  | FKP           | نعم                        |
| جبل طارق                                     | جنيه جبل طارق     | GIP           | نعم                        |
| غيرنزي                                       | جنيه جيرنزي       | GBP           | نعم                        |
| جزيرة مان                                    | جنيه مانكس        | GBP           | نعم                        |
| جيرزي                                        | جنيه جيرزي        | GBP           | نعم                        |
| لبنان                                        | ليرة لبنانية      | LBP           | لا                         |
| سانت هيلانة وأسينشين وتريستان دا كونا        | جنيه سانت هيليني  | SHP           | نعم                        |
| جنوب السودان                                 | جنيه جنوب سوداني  | SSP           | لا                         |
| السودان                                      | جنيه سوداني       | SDG           | لا                         |
| سوريا                                        | ليرة سورية        | SYP           | لا                         |
| المملكة المتحدة                              | الجنيه الاسترليني | GBP           | غير متاح                   |
| المقاطعة البريطانية بالقارة القطبية الجنوبية | الجنيه الاسترليني | GBP           | غير متاح                   |
| إقليم المحيط الهندي البريطاني                | الجنيه الاسترليني | GBP           | غير متاح                   |
| جورجيا الجنوبية وجزر ساندويتش الجنوبية       | الجنيه الاسترليني | GBP           | غير متاح                   |

## العملات التاريخية
- الجنيه الأسترالي (حتى عام 1966، حل محله الدولار الأسترالي)، كما استخدم الجنيه الأسترالي في جزر جيلبرت وإيليس وناورو وهيبريدس الجديدة وبابوا وغينيا الجديدة، استبدل في هبريدس/فانواتو في عام 1981 بفاتو فانواتي.
- الجنيه البهامي (حتى عام 1966، حل محله الدولار البهامي)
- الجنيه البرمودي (حتى عام 1970، حل محله الدولار البرمودي)
- جنيه بيافران (1968-1970، حل محله الجنيه النيجيري)
- جنيه غرب أفريقيا البريطاني
  - استبدل في الكاميرون البريطانية بالفرنك الأفريقي في عام 1961
  - حل محله في غامبيا الجنيه الغامبي في عام 1968
  - حل محله في غانا الجنيه الغاني في عام 1958
  - حل محله في ليبيريا الدولار الأمريكي في عام 1943
  - حل محله في نيجيريا الجنيه النيجيري في عام 1958
  - حل محله في سيراليون ليون في عام 1964
- الجنيه الكندي (حتى عام 1859، حل محله الدولار الكندي)
- الجنيه القبرصي (حل محله اليورو في 1 يناير 2008 في قبرص ومناطق القاعدة السيادية في أكروتيري ودكليا)
- جنيه فيجي (حتى عام 1969، حل محله الدولار الفيجي)
- الجنيه الغامبي (1968-1971، حل محله الدالاسي)
- الجنيه الغاني (1958-1965، حل محله السيدي)
- الجنيه الأيرلندي (بالأيرلندية: Punt na hÉireann) (استبدل باليورو في عام 2002)
- الجنيه الإسرائيلي، المعروف أيضًا باسم الليرة الإسرائيلية (حتى عام 1980، تم استبداله بالشيكل)
- الجنيه الجامايكي (حتى عام 1968، حل محله الدولار الجامايكي)، استخدام الجنيه الجامايكي أيضًا في جزر كايمان وجزر توركس وكايكوس حتى عام 1968.
- الجنيه الأردني انظر الليرة الفلسطينية أدناه.
- الجنيه الليبي (حتى عام 1971، حل محله الدينار الليبي)
- جنيه ملاوي (1964 إلى 1970، حل محله الكواشا الملاوية)
- الجنيه المالطي (المعروف أيضًا باسم الليرة المالطية، استبدال باليورو في 1 يناير 2008)
- جنيه نيو برونزويك (استبدل بدولار نيو برونزويك في عام 1860)
- جنيه نيوفاوندلاند (استبدال بدولار نيوفاوندلاند في عام 1865)
- الجنيه الغيني الجديد
- جنيه نيوزيلندي (حتى عام 1967، حل محله الدولار النيوزيلندي)، استخدم الجنيه النيوزيلندي في جزر كوك وبيتكيرن.
- الجنيه النيجيري (1958-1973، حل محله النيرة)
- جنيه نوفا سكوشا (حتى عام 1860، تم استبداله بدولار نوفا سكوشا)
- جنيه أوقيانوسيا (1942-1945 تحت الاحتلال الياباني لكيريباتي وناورو وغينيا الجديدة وجزر سليمان وتوفالو)
- جنيه فلسطيني (حلت محلها الجنيه الإسرائيلي، والجنيه الأردني)
- الجنيه الإسكتلندي (حتى عام 1707 الاتحاد مع إنجلترا)
- جنيه جزيرة الأمير إدوارد (استبدل في 1871 بدولار جزيرة الأمير إدوارد)
- الجنيه الروديسي (1964 حتى 1970 في روديسيا، وحل محله الدولار الروديسي)
- روديسيا ونياسالاند باوند (1955-1964، استبدلت روديسيا الجنوبية بالجنيه الروديسي، وفي روديسيا الشمالية أعيدت تسمية زامبيا بالجنيه الزامبي، وفي نياسالاند أعادت تسمية ملاوي بالجنيه الملاوي)
- جنيه ساموا (1914-1920 إصدار مؤقت من قبل الإدارة العسكرية لحكومة نيوزيلندا، 1920-1959 من قبل إدارة حكومة نيوزيلندا (سندات الخزانة) 1960-1963 من قبل بنك ساموا الغربية. حلت محله التالا في 1967)
- جنيه جزر سليمان (1916-1932، حل محله الجنيه الأسترالي)
- جنيه جنوب إفريقيا (حتى عام 1961، حل محله الراند الجنوب أفريقي)، كما استخدم الجنيه الجنوب أفريقي في باسوتولاند وبيتشوانالاند وجنوب غرب إفريقيا وإسواتيني.
- جنيه جنوب غرب إفريقيا (من ثلاثينيات القرن العشرين حتى عام 1961، حل محله راند جنوب إفريقيا)
- الجنيه الروديسي الجنوبي (1896-1955، تم تداوله أيضًا في روديسيا الشمالية ونياسالاند؛ وحل محله جنيه روديسيا ونياسالاند)
- الجنيه السوداني (حتى عام 1992 ومنذ يناير 2007)
- جنيه تونغا (1921-1966 أوراق خزانة حكومة تونغا، 1967 حلت محلها البانغا (بالدولار))
- جنيه ترانسفال (انظر أعلاه، بركة جمهورية جنوب أفريقيا)
- جنيه غرب الهند (استبدال في 1949 بدولار شرق الكاريبي)
- جنيه ساموا الغربي (1920-1967، حل محله التالا الساموي)
- الجنيه الزامبي (1964-1968، حل محله الكواشا الزامبي)

## عملات المستعمرات البريطانية السابقة في أمريكا
استبدلت جميع العملات التالية بالدولار الأمريكي.
- جنيه كونيتيكت (كونيتيكت)
- جنيه ديلاوير (ديلاوير)
- جنيه جورجيا (جورجيا)
- جنيه ماريلاند (ماريلند)
- جنيه ماساتشوستس (ماساتشوستس)
- جنيه نيو هامبشاير (نيوهامبشير)
- جنيه نيو جيرسي (نيوجيرسي)
- جنيه نيويورك (نيويورك)
- جنيه كارولاينا الشمالية (كارولاينا الشمالية)
- جنيه بنسيلفانيا (بنسيلفانيا)
- جنيه رود آيلاند (رود آيلاند)
- جنيه كارولينا الجنوبية (كارولينا الجنوبية)
- جنيه فرجينيا (فرجينيا)